# ミュージックシーンNOW
『ミュージックシーンNOW』（ミュージックシーンナウ）は、1987年10月10日から1989年4月1日まで、TBSラジオ（制作局）他JRN系各局で、毎週土曜日深夜（日曜日未明）27:00 - 29:00（午前3:00 - 5:00）で放送されていた深夜ラジオ番組の番組枠タイトルである。

## 概要
TBSラジオの土曜深夜27:00 - 29:00の枠は、これ以前に1985年10月 - 1986年3月にこの同じ枠で放送されていた『メロディー・ランド 〜朝まで待てない〜』のように、複数の番組を2時間の中で放送するコンプレックス番組枠となった。
1987年10月スタート時は、浦口直樹（当時TBSアナウンサー）、キャディラックらが出演していたが、1988年4月から森川美穂、谷村有美、浜崎直子（レプリカ）らに交替。更に1988年10月からは、森川と谷村の番組枠が一枠になり、2人が一緒に組んでパーソナリティを務める形式となった。
1989年4月の終了後は、谷村は引き続き『ポップン・ルージュ』木曜パーソナリティに、浜崎は当枠の後継枠『スーパーポップ』内の番組のパーソナリティを引き続き務め、森川は6か月のブランクの後『森川美穂のあぶないウイークエンド』（毎週土曜日21:00 - 21:55）を1989年10月から、それぞれTBSラジオでの出演を続けていた。

## 放送されていた番組
（）

### 1987年10月 - 1988年3月
- AM3:00 - 4:20　ぼくらのレコ大 〜ベストヒット'87（'88）〜（パーソナリティ：浦口直樹）
- AM4:20 - 4:45　俺たち三人キャディラック
- AM4:45 - 5:00　飛び出せ！フルーツパラダイス
- 1987年11月7日から『谷村有美のキャッチミー 寝そびれナイト』がスタート（AM4:00 - 4:20）

### 1988年4月 - 1988年9月
- AM3:00 - 4:00　森川美穂のねてんじゃネーヨ
- AM4:00 - 4:20　谷村有美のキャッチミー 寝そびれナイト
- AM4:20 - 4:40　ナオのレプリカワールド
- AM4:40 - 5:00　PURE ROCK
- 途中『今週のフレコン情報』の挿入有り

### 1988年10月 - 1989年3月
- AM3:00 - 4:30　森川美穂と谷村有美のはじけるナイト"ボーン!"
  - 主なコーナーに、この年（1988年）公開された映画『となりのトトロ』を観た感想文を紹介していた『トトロコーナー』、曲のリクエストはがきにじゃんけんのグー・チョキ・パーの絵を一緒に書いてもらって、二人でそのはがきでじゃんけんをして勝った方のリクエストのみをかける『ジャンケンリクエスト』、この後の『ナオのレプリカワールド』出演のレプリカの浜崎直子がこのコーナーだけ二人と一緒にスタジオに入り、お気に入りの曲を紹介する『浜崎直子の今週の太鼓盤』のコーナーがあり、これら以外は二人のトークと曲の構成で放送されていた[5]。
  - プロデューサーが門脇覚、放送作家が鶴間政行と舘川範雄と、スタッフが当時同じTBSラジオで放送されていたコサキンの番組の関係者で固められていた[5]。
- AM4:30 - 5:00　ナオのレプリカワールド

## ネット局
放送時間はいずれも土曜深夜（日曜未明）27:00 - 29:00（午前3:00 - 5:00）。
- 秋田放送
- 東北放送
- ラジオ福島
- 山陽放送
- RKBラジオ
- 琉球放送